# Tsugaru Nobuhisa
Tsugaru Nobuhisa est un nom japonais traditionnel ; le nom de famille (ou le nom d'école), Tsugaru, précède donc le prénom (ou le nom d'artiste).
Tsugaru Nobuhisa (津軽 信寿, 22 juin 1669-10 mars 1746) est le 5e daimyō du domaine de Hirosaki au nord de la province de Mutsu dans le Honshū au Japon (moderne préfecture d'Aomori). Son titre de courtoisie est Tosa-no-kami.

## Biographie
Tsugaru Nobuhisa est le fils ainé de Tsugaru Nobumasa, 4e daimyō du domaine de Hirosaki. Son nom d'enfance est Takechiyo et son premier nom d'adulte est Tsugaru Nobushige. Lors de son accession à la seigneurie à l'âge de 43 ans, il proclame sept jours de deuil pour la mort de son père suivis de cérémonies élaborées consacrant son père au sanctuaire shinto Takateru-jinja à Hirosaki. Nobuhisa est un escrimeur réputé ayant étudié auprès de l'école Onoha-ittoryu tandis qu'il réside à Edo. Il étudie également la calligraphie et la peinture japonaise auprès des maîtres de l'école Kanō. Après son retour à Hirosaki, en plus du développement continu de nouvelles rizières et d'ouvrages d'irrigation entamés par son père et son grand-père, il commande également des œuvres d'art et une histoire du clan Tsugaru. Il porte également en justice un différend frontalier avec les grand rivaux du clan Tsugaru, le clan Nanbu du domaine de Morioka, différend que le shogunat Tokugawa résout entièrement en faveur du clan Tsugaru. Cette question refait surface cent sept ans plus tard avec la tentative en 1821 par le samouraï Nanbu d'assassiner le daimyo Tsugaru.
Cependant, le domaine de Hirosaki connaît de graves difficultés financières. Un mauvais climat et des éruptions volcaniques répétées du mont Iwaki entraînent une succession de mauvaises récoltes. Le domaine supprime les allocations pour ses obligés et augmente les impôts à des niveaux insoutenables, impose de strictes lois somptuaires et enfin est obligé de se séparer d'un grand nombre de ses vassaux de niveau inférieur. D'autre part, Nobuhisa est entouré de flagorneurs à sa résidence d'Edo et continue à vivre une vie de luxe éhonté. Ces faits parviennent aux oreilles du shogun Tokugawa Yoshimune et influencent les sections des réformes Kyōhō qui mettent l'accent sur la nécessité de la frugalité.
Le 16 mai 1731, Nobuhisa se retire en faveur de son petit-fils Nobuaki, alors âgé de 13 ans, et continue de diriger derrière les coulisses. Cependant, Nobuaki meurt en 1744 et Nobuhisa s'arrange pour faire nommer daimyo son petit-fils Nobuyasu (6 ans). Nobuhisa continue à régner de loin jusqu'à sa mort le 10 mars 1746. Il a 5 fils et 6 filles. Sa tombe se trouve au temple du clan Juyo-in dans l'arrondissement Taitō-ku de Tokyo.

## Source de la traduction
- (en) Cet article est partiellement ou en totalité issu de l’article de Wikipédia en anglais intitulé « Tsugaru Nobuhisa » (voir la liste des auteurs).